# Колиба (филм)
Колиба (The Lodge)  je психолошки хорор из 2019. године у режији Веронике Франц и Северина Фиала, а написали су га Франц, Фиала и Сергио Цасци, а у главним улогама су Рилеи Кеоугх, Џаеден Мартел, Лиа МекХугх, Алиша Силверстоне и Ричард Армитејџ. Његов заплет прати маћеху која ускоро треба да постане сама, са двоје деце свог вереника, током Божића. Тамо она и деца доживљавају низ необјашњивих догађаја који су, чини се, повезани са њеном прошлошћу у култу самоубиства.
Пројект је најављен у октобру 2017. године, а Рилеи Кеоугх се придружио главној улози филма, а Франц и Фиала су режирали из сценарија који су написали заједно са Сергиом Цасци. Велики део глумачке екипе придружио се се фебруару 2018. године, а главна фотографија започела је у марту 2018. године и обавила тај исти месец.
Светску премијеру имао је на филмском фестивалу Санденс 25. јануара 2019. године, а првобитно је требало да се у Сједињеним Државама објави у новембру 2019. године. Међутим, Неон је објавио почетком следеће године. Филм је у САД објављен 7. фебруара 2020, а продужио се 21. фебруара. Филм је добио позитивне критике, с много хвале перформансе, режије и сценарија, као и елемената хорора.

## Заплет
Лаура Хал, одвојена од свог супруга Ричарда, почињује самоубиство након што је Ричард обавести да планира да се ожени са Грејс Маршал, женом коју је упознао док је истраживао књигу о екстремистичком хришћанском култу. Одгајана у култу, Грејс је једина преживела њиховог масовног самоубиства, којим је руководио њен отац. Лаурина смрт опустошила је њу и Ричардову децу, тинејџера Аидана и младу Мију.
Шест месеци касније, Ричард најављује да ће Божић провести са Грејс у забаченој породичној колиби у Масачусетсу, како би се упознали. Аидан и Миа откривају прошлост Грејс, укључујући и видео снимке култа, на којима су приказани покојници пратиоци умотани у љубичасту свилу са траком преко уста и на њима је писао "грех". У одмаралишту деца се понашају непријатељски према Грејс и одбијају напоре да се вежу за њу, чак и након што се Ричард врати на посао због радне обавезе. Грејсину нелагоду надокнађује обиље католичке иконографије у кабини, због чега има ноћне море о свом оцу. Након што се укорио за гледање свог туширања, Аидан спрема Граце шољу какаа.
Ујутро се Грејс буди кад открије да јој недостају ствари - укључујући одећу, психијатријске лекове и кућне љубимце, као и сву храну и божићне украсе. Генератор се угасио, оставивши све њихове мобилне телефоне мртвима. Грејс сумња да су је деца зезала, али су и њихове ствари нестале. Она примећује да су сатови напредовали до 9. јануара. Аидан каже Грацеу да је сањао да грејач за гас не ради и да су се сви угушили и изражава страх да би могли бити у загробном животу.
Током наредних неколико дана, Грејс - подлегавајући анксиозности, повлачењу лекова, глади и хладноћи - почиње да спава, а муче је узнемирујуће визије и снови, укључујући и понављајући глас оца да је сермонизује. Покушава да се прошета до најближег града, откривајући кабину у облику крижа у којој види како јој отац прилази. На крају путује у круг и враћа је назад у ложу. Изкопана у снегу, она открива фотографију Аидана и Мије у оквиру за памћење, а изнутра проналази децу како се моле над новинским чланком који детаљно описује смрт све троје од тровања угљен-моноксидом 22. децембра. Аидан инсистира да су у чистилишту, и објеси се на тавану као доказ да су мртви, само да би то необјашњиво преживјели.
Грејс доживи нервни слом, који се појачава када види свог пса напољу смрзнутог до смрти. Улази у кататоничко стање на тријему. Забринути да би могла умрети од изложености, деца су коначно признала да су је све време гасили, дрогирали, скривали свој иметак у простору за пушење, лажирали вешање и путем бежичног звучника пуштали снимке проповеди свог оца. Кад су напокон мртви сопствени телефони, деца неуспешно покушавају да покрену генератор и донесу јој лекове, али она сматра да је у чистилишту и да се мора покорити да би досегла рај.
Те ноћи, деца сведоче Грејс како се сама вагала спаливши је на огњишту. Они се крију на тавану, али се Грејс уочава са њима ујутро, инсистирајући да морају "жртвовати нешто за Господа". Ричард се враћа како би открио неумољиву Граце која чисти пиштољ. У покушају да докаже њено уверење да су у чистилишту, она испаљује пиштољ у њега и убија га. Аидан и Миа покушавају да побегну колима, али се заглаве у снегу. Грејс тјера дјецу натраг у колиб, гдје их смешта за трпезаријски стол с очевим лешом и пјева „Ближе, Боже мој, теби“. На свака уста ставља лепљиву врпцу на којој пише "грех" прије него што размишља о убиству.

## Улоге
- Рилеи Кеоугх као Грејс Маршал
  - Лола Реид као млада Гресј
- Џејден Мартел као Аидан Хал
- Лиа МекХуг као Миа Хал
- Ричард Армитиџ као Ричард Хал
- Алиша Силверстон kao Лаура Хал

## Продукција

### Развој
Оригинални сценариј за "Колибу" написао је шкотски сценариста Сергио Цасци, који је продат компанији "Хаммер Филмс". Хаммер је понудио да сценариј режира двојац филма Вероника Франз и Северин Фиала. Њих двоје су се сложили, иако су написали значајан део сценарија, укључујући и крај, за који је Франз сматрао да „није успео“.
Октобра 2017. Рилеи КеЗоугх се придружила глуми филма у главној улози Грејс. Пре него што су је одабрали, Франз и Фиала разматрали су још једну неименовану глумицу за улогу, али су на крају изабрали Кеоугх. Франз је изјавио: "Друга глумица је већ започела часопис о траумама лика. Тада смо упознали Рилеија, најпре преко Скајпа, а касније лично. Знате - реч је о упознавању некога и повезивању. То је први корак: да ли можете да верујете овој особи? "

### Снимање
Снимање Ложе одвијало се ван Монтреала у зиму 2018. године. Колиба у филму била је смјештена на голф одмаралишту које је затворено за зимску сезону. Филм је снимљен хронолошким редоследом. Фиала је разрадила одлуку о снимању хронолошки: "[Рилеи] је била забринута да је путовање које њен лик води веома тешко, јер мора да погоди сваку марку на начин који је још увек веродостојан. А како би јој помогла да хода низ пут, снимили смо цео филм узастопце, не само да бисмо јој помогли, већ да бисмо нам помогли, како бисмо заиста направили ово путовање и гледали сваки корак који смо предузели. Осјетили смо да ће то помоћи свим глумцима, у ствари и могли би толико користи њиховим наступима да смо се за то много борили. "
Филм је снимио кинематограф Тхимиос Бакатакис, чест сарадник Иоргоса Лантхимоса. Док су снимали ентеријере, Бакатакис, Франз и Фиала намерно су одлучили да не снимају кадрове на нивоу очију, већ су се определили за углове постављене одозго или испод глумаца. Фиала је прокоментарисала да намеравају да направе филм након филма о уклетој кући, омогућавајући публици да у почетку посумња да деца преминула мајка, Лаура, у ствари прогоне дом; у том погледу посебно их је инспирисала Ребека Алфреда Хичкока (1940), у којој жена верује да њен дом прогања прва супруга преминуле супруге.

## Издање

### Зарада
Филм је имао своју светску премијеру на Санденс филмском фестифалу 25. јануара 2019. Убрзо након тога, Неон је стекао права дистрибуције на филму. Првобитно је филм требао бити објављен у Сједињеним Државама 15. новембра 2019, али каснио је до 7. фебруара 2020, када је добио ограничено издање у Лос Анђелесу и Њујорк Ситију. Позоришно издање проширило се на 320 позоришта у Сједињеним Државама 21. фебруара 2020.
Током своје почетне недеље, Лодге је прикупио 76,251 долара у шест позоришта у Сједињеним Државама. 14. фебруара, седмице након почетног објављивања, филм се проширио на 21 позориште и имао је викенд бруто од 158,047 долара. Филм се следећег викенда проширио на 322 позоришта. Закључио је америчку позоришну вожњу са укупном бруто од 1,666,564 долара и међународном бруто 1,015,220 долара, што чини бруто зараду од 2,681,784 долара.

### Критични одговор
Колиба има 73% оцену одобрења на вебсајту агрегатора за рецензије Роттен Томатоес, на основу 142 прегледа, са пондерисаним просеком од 7,03 / 10. Консензус странице гласи: „Вођен импресивном представом Рилеија Кеоугх-а, Ложа би требало да докаже погодно узнемирујућу дестинацију за љубитеље мрачно атмосферског ужаса.“  На Метакритик-у, филм има оцену 64 од 100, на основу 29 критичари, указујући на "генерално повољне критике".
Деннис Харвеи из Вариетија написао је да је "Колибу можда најбоље узети под истим условима као италијански гиаллос 60-их / раних 70-их, с њиховим помало насумичним манипулирањима заплетом и логиком карактера у служби атмосферских удара. Чини се да жанровски омаж није такав намера је овде, али филм је сигурно у најбољем реду у неговању осећаја стилског страха и оркестрирања неких застрашујућих појединачних низова. " Бриан Таллерицо са РогерЕберт.цом поновио је сличне осећаје, сматрајући филм" заиста узнемирујућим филмом, врста хорор филма који вас узнемирава на готово подсвесном нивоу, што вам чини неугоднијим него да идете због јефтиних застрашивања. Немојте постављати питања или сецирати веродостојност завере. Само се пријавите. "
Јеаннетте Цатсоулис из Њујорк Тајмса примијетила је атмосферу филма као "тако зимску тону и поставку да ниједан термостат у кину не би угасио њезину хладноћу", али на крају је сматрала да "упркос свом визуелном штиху и непопустљиво затегнутој атмосфери, Лодге је успјешнији у одржавању нелагодности ... него у изградњи убедљиве нарације. " Бењамин Лее, пишући за Д Гардиан, доделио је филму четири од пет звезда, наизменично хвалећи га као" остварену звер: покуцавање, лукавство и задиркивање док га има " избацује потенцијалне преокрете пре него што се снађе на оном најразорнијем од свега. То није потпуно непредвидиво откривење, али то је паметан, свестан и ружан начин да се филм одведе на место које је истовремено запањујуће тмурно и безнадно тужно. "
Неколико критичара издвојило је главну представу Кеоугх-а са похвалом, укључујући Микаела Роффмана из Цонсекуенце оф Соунд-а, који је то сматрао „најбољим у каријери… у тим тренуцима, лепршајући свим врстама анксиозног говора тела. То је у њеним погледима. Они зури. Начин на који плашно прелази из собе у собу. Она је брод трагедије који је још трагичнији у својим злим покушајима да настави са покушајем. " Јустин Цханг из Лос Анђелес Тајмса осјетио је како филм блиједи у поређењу с претходним филмом Франз и Фиала, Лаку ноћ мама, али слично је похвалио Кеоугх-ове перформансе као "најјаче богатство филма ... [Кеоугх] може искористити и задржати екран са сила наелектрисања ... [и] није ништа мање моћна у њеним тишијим, рецесивнијим тренуцима. "